# Ferdinando Baldi
Ferdinando Baldi (Cava de’ Tirreni, 1927. május 19. – Róma, 2007. november 12.) olasz filmrendező. Legismertebb filmjeit Terence Hillel forgatta.

## Életpályája
Salerno mellett született. 1952-től kezdett el forgatni, első sikeres filmje az I Tartari volt, amelyben az egyik főszerepet Orson Welles amerikai színész játszotta.
Rövidesen bekapcsolódott a spagettiwestern műfajába és első ilyen filmjét 1966-ban forgatta Franco Neróval, Agyő, Texas címen, részben Spanyolországban. A következő évben újabb westernfilmet készített, ezúttal Terence Hillel, a Rita a vadnyugat rémé-t. Hillel ezt követően még forgatott filmeket, 1967-ben a Mindhalálig Rock and Roll-t és egy újabb westernt, Joe a rosszarcú-t, amely ugyancsak népszerű spagettiwesternnek számít.
Életművébe összesen 40 film tartozik melyek között vannak, kalandfilmek, akciófilmek, komédiák, sőt dokumentumfilmek is.
1988-tól visszavonult a filmes élettől.

## Filmjei

### Filmrendező és forgatókönyvíró
- Agyő, Texas (1966)
- Mindhalálig Rock and Roll (1967)
- Rita, a vadnyugat réme (1968)
- Két legyet egy csapásra! (1974)

### Filmproducer
- A hús és a test (1963)

1. ↑  Német Nemzeti Könyvtár: Integrált katalógustár (Németország) (német nyelven). Integrált katalógustár (Németország) . (Hozzáférés: 2015. október 18.)
2. ↑  http://www.film.it/news/news.php?nid=2070118&srctxt=&siteid=3&ptlid=57001
3. ↑  Német Nemzeti Könyvtár: Integrált katalógustár (Németország) (német nyelven). Integrált katalógustár (Németország) . (Hozzáférés: 2014. május 4.)
4. ↑  Német Nemzeti Könyvtár: Integrált katalógustár (Németország) (német nyelven). Integrált katalógustár (Németország) . (Hozzáférés: 2014. december 31.)